# IC 1953
IC 1953 est une galaxie spirale barrée située dans la constellation de l'Éridan. Sa vitesse par rapport au fond diffus cosmologique est de 1 741 ± 11 km/s, ce qui correspond à une distance de Hubble de 25,7 ± 1,8 Mpc (∼83,8 millions d'al). IC 1953 a été découverte par l'astronome américain DeLisle Stewart en 1899. Cette galaxie est située juste au nord de l'étoile Tau5 Eridani dont l'éclat la rejoint presque sur les images.
La classe de luminosité d'IC 1953 est IV et elle présente une large raie HI. Elle renferme également des régions d'hydrogène ionisé. La luminosité de la galaxie IC 1953 dans l'infrarouge lointain (de 40 à 400 µm)  est égale à 1,15 × 1010 {\displaystyle L_{\odot }} (1010,06{\displaystyle L_{\odot }}) et sa luminosité totale dans l'infrarouge (de 8 à 1 000 µm) est de 1,48 x 1110 {\displaystyle L_{\odot }} (1010,17{\displaystyle L_{\odot }}).
À ce jour, près d'une vingtaine de mesures non basées sur le décalage vers le rouge (redshift) donnent une distance de 24,568 ± 3,914 Mpc (∼80,1 millions d'al), ce qui est à l'intérieur des valeurs de la distance de Hubble.

## Groupe de NGC 1395
IC 1953 fait partie du groupe de NGC 1395. Ce groupe fait partie de l'amas de l'Éridan et il comprend au moins 31 galaxies, dont NGC 1315, NGC 1325, NGC 1331, NGC 1332, NGC 1347, NGC 1353, NGC 1371, NGC 1377, NGC 1385, NGC 1395, NGC 1401, NGC 1414, NGC 1415, NGC 1422, NGC 1426, NGC 1438, NGC 1439, IC 1952 et IC 1962.